# 馬場憂太
馬場 憂太（ばば ゆうた、1984年1月22日 - ）は、東京都板橋区出身の元プロサッカー選手。ポジションはミッドフィールダー及びフォワード。
Kリーグ時代の登録名は馬場（ハングル: 바바）。
俳優の馬場徹は実弟。

## 来歴
小学校3年生時からサッカーを始め、中学校卒業に至るまで三菱養和SSでプレー。
1998年（中学3年次）には全国高校選手権に憧れて静岡学園高校サッカー部のセレクションに合格していたが、同年にプロ化が発表されJリーグ加盟が決定していた東京ガスFC（現FC東京）のU-18監督だった柴田峡から勧誘され、馬場と同学年の選手を中心とする東京ガスジュニアユース（現FC東京U-15深川）がU-15高円宮杯で全国3位の好成績を残していたことにも惹かれて、静岡行きを取り止めてFC東京U-18に入団。柔らかなボールタッチと技術、得点能力を磨いた、2001年には同期の尾亦弘友希、高橋延仁らと共にクラブユース選手権で全国優勝、U-18高円宮杯及びJユースカップで準優勝。クラブユース選手権ではMVPを獲得した。
2002年、尾亦と共にクラブ史上初となるトップチーム昇格を果たし、開幕戦でプロデビュー。同年U-19日本代表としてアジアユースに出場。2003年には出場停止を除いた1stステージの全試合に出場し、多彩なパスで好機を作り東京ヴェルディとのダービーマッチでプロ初得点を記録。U-20日本代表にも定着していたが、右膝の状態が悪化し半月板を手術したためにワールドユース出場を断念した。リハビリ期間中に肉体改造に取り組み、当たり負けしない身体作りに取り組んだ。
2004年からはポジションを争うブラジル人MFケリーの負傷もあってトップ下で先発出場する機会も増え、身体の強さを身につけたことによってボールキープと視野の確保に余裕が出来、天性のパスセンスを発揮。同年のナビスコカップ決勝戦では最後の攻撃カードとして投入され、PK戦のキッカーを務め、クラブ初のビッグタイトル獲得に貢献した。しかし、コンディションが良好な試合では高いパフォーマンスを見せるも、2005年は「怪我に始まり怪我に終わった」と本人が語ったようにコンスタントな活躍は出来なかった。同年末には左膝の半月板を手術。その後も万全なコンディションでシーズンを乗り切ることは出来ずにいたが、好不調の波や守備意識を徐々に改善させ出場時には味方選手も驚かせる的確なタイミングでの配球によって攻撃を勢い付けた。
2008年、FC東京からの慰留を固辞し、即戦力としてオファーを受けたジェフユナイテッド市原・千葉へ完全移籍。巧みにボールを捌き相手の背後を突くパスを丁寧に供給したが、受け手の動きが乏しいチームは開幕から12戦未勝利と低迷し、馬場も徐々に出場機会を失っていく。監督交代が行われ、より守備を重視するサッカーが志向されるようになって以降はベンチ入りメンバーからも外された。同年8月、J2のモンテディオ山形へ期限付き移籍。山形では、速攻に偏りがちなチームの中で、ボールキープによって遅攻との使い分けを図るボランチやラストパスを通すFWとして、J1昇格に貢献した。2009年2月、期限付き移籍期間の満了により山形を退団。その後は千葉との契約を残していながらも選手登録されなかったためプレー環境を得られずにいた。
2009年8月、東京ヴェルディへ練習生としての参加期間を経て、千葉との契約を解除し東京Vへと加入。シーズン終盤からの合流だったこともあって目立った結果を残せず、同年限りで退団。
その後は欧州を中心に所属クラブを模索。2010年11月からドイツ・ブンデスリーガ2部のフォルトゥナ・デュッセルドルフの練習に参加し、紅白戦での活躍から高い評価を得るも契約には至らなかった。
無所属の状態が続いたが、2011年7月にKリーグの大田シチズンへの加入が決定。柳想鐵監督からは、スルーパスに長け前線の選手をアシストできる選手として起用され、リーグ初得点を挙げた第30節では同節のベストイレブンに選出された。2012年には主力に定着し、第7節には連敗中のチームを救う決勝ゴールを挙げてベストイレブンに選出された。2013年限りで大田との契約を満了。
2017年、B級コーチライセンス取得。

## エピソード
- 焼肉を好み、blogにも「焼肉を食べに行きました」という内容のエントリーがしばしば見られた。
- FC東京でのチームメイト、今野泰幸とはユース代表合宿で知り合って以来の親友[7][2]。2003年末に今野がコンサドーレ札幌からの移籍先をFC東京か、札幌の前監督である恩師・岡田武史率いる横浜F・マリノスかで悩んでいた際には、毎晩のように今野に電話をかけFC東京に来るよう誘っていた。FC東京で監督を務めた原博実も「あの二人には、二人だけに見えている独自の空間があり、我々には見えない何かがある」と、プレー面でも特別なホットラインが存在していたことを東京中日スポーツ誌上でコメントしたことがある。また、栗澤僚一や長谷部誠とも親交が深い。
- 2012年8月、髪を赤く染めた。大田の成績が伸び悩む中、チームの色と同じ髪色にすることでチームスピリットを示したと報じられた[42]。

## 所属クラブ
ユース経歴
- 000000- 1995年 三菱養和SS (板橋区立桜川小学校[7])
- 1996年 - 1998年 三菱養和SC (板橋区立桜川中学校[7])
- 1999年 - 2001年 FC東京U-18 (練馬工業高校[4])

プロ経歴
- 2002年 - 2007年  FC東京
- 2008年 - 2009年  ジェフユナイテッド市原・千葉
  - 2008年  モンテディオ山形 (期限付き移籍)
- 2009年8月 - 同年12月  東京ヴェルディ1969
- 2011年7月 - 2013年  大田シチズン

## 個人成績
| 国内大会個人成績 | 国内大会個人成績 | 国内大会個人成績 | 国内大会個人成績 | 国内大会個人成績 | 国内大会個人成績 | 国内大会個人成績 | 国内大会個人成績 | 国内大会個人成績 | 国内大会個人成績 | 国内大会個人成績 | 国内大会個人成績 |
| 年度             | クラブ           | 背番号           | リーグ           | リーグ戦         | リーグ戦         | リーグ杯         | リーグ杯         | オープン杯       | オープン杯       | 期間通算         | 期間通算         |
| 年度             | クラブ           | 背番号           | リーグ           | 出場             | 得点             | 出場             | 得点             | 出場             | 得点             | 出場             | 得点             |
| 日本             | 日本             | 日本             | 日本             | リーグ戦         | リーグ戦         | リーグ杯         | リーグ杯         | 天皇杯           | 天皇杯           | 期間通算         | 期間通算         |
| ---------------- | ---------------- | ---------------- | ---------------- | ---------------- | ---------------- | ---------------- | ---------------- | ---------------- | ---------------- | ---------------- | ---------------- |
| 2002             | FC東京           | 30               | J1               | 8                | 0                | 3                | 0                | 1                | 0                | 12               | 0                |
| 2003             | FC東京           | 30               | J1               | 15               | 1                | 5                | 1                | 0                | 0                | 20               | 2                |
| 2004             | FC東京           | 14               | J1               | 26               | 3                | 8                | 0                | 2                | 1                | 36               | 4                |
| 2005             | FC東京           | 14               | J1               | 20               | 4                | 3                | 0                | 1                | 0                | 24               | 4                |
| 2006             | FC東京           | 14               | J1               | 22               | 2                | 1                | 0                | 2                | 2                | 25               | 4                |
| 2007             | FC東京           | 14               | J1               | 16               | 1                | 5                | 0                | 0                | 0                | 21               | 1                |
| 2008             | 千葉             | 8                | J1               | 6                | 0                | 1                | 0                | -                | -                | 7                | 0                |
| 2008             | 山形             | 31               | J2               | 10               | 0                | -                | -                | 2                | 0                | 12               | 0                |
| 2009             | 東京V            | 36               | J2               | 3                | 0                | -                | -                | 0                | 0                | 3                | 0                |
| 韓国             | 韓国             | 韓国             | 韓国             | リーグ戦         | リーグ戦         | リーグ杯         | リーグ杯         | FA杯             | FA杯             | 期間通算         | 期間通算         |
| 2011 (en)        | 大田             | 14               | K                | 6                | 1                | -                | -                | -                | -                | 6                | 1                |
| 2012             | 大田             | 14               | K                | 30               | 4                | -                | -                | 2                | 1                | 32               | 5                |
| 2013 (en)        | 大田             | 77               | Kクラシック      | 7                | 0                | -                | -                |                  |                  |                  |                  |
| 通算             | 日本             | 日本             | J1               | 113              | 11               | 26               | 1                | 6                | 3                | 145              | 15               |
| 通算             | 日本             | 日本             | J2               | 13               | 0                | -                | -                | 2                | 0                | 15               | 0                |
| 通算             | 韓国             | 韓国             | Kリーグ          | 43               | 5                | -                | -                | 2                | 1                | 45               | 6                |
| 総通算           | 総通算           | 総通算           | 総通算           | 169              | 16               | 26               | 1                | 10               | 4                | 205              | 21               |

- 2002年03月02日：Jリーグ初出場 - J1 1st第1節 vs鹿島アントラーズ (東京)[3]
- 2003年04月05日：Jリーグ初得点 - J1 1st第2節 vs東京ヴェルディ1969 (味の素)[3]
- 2007年06月17日：J1・100試合出場 - J1 第15節 vs浦和レッドダイヤモンズ (味の素)
- 2011年09月11日：Kリーグ初出場 - Kリーグ第24節 vs釜山アイパーク (釜山)
- 2011年10月30日：Kリーグ初得点 - Kリーグ第30節 vs光州FC (大田)

## 代表歴
- 2001年 U-18日本代表候補[18]
- 2002年 U-19日本代表[18] - SBSカップ 国際ユースサッカー、AFCユース選手権2002
- 2003年 U-20日本代表[18]

## 指導歴
- 2016年 - FC東京普及部 アシスタントコーチ
- 2016年6月 - 2017年3月 いわきフォーウィンズスポーツファミリークラブ コーチ[43]
- 2017年 -  ENJOYスポーツクラブ 選抜コース コーチ

## タイトル
- 日本クラブユースサッカー選手権 (U-18)大会 (2001年[5])
- Jリーグカップ (2004年)

個人
- 日本クラブユースサッカー選手権 (U-18大会) MVP (2001年[5])